# 생방송 행복드림 로또 6/45
《생방송 행복드림 로또 6/45》는 MBC TV에서 매주 토요일 밤 8시 35분에 방송되는 시사교양 프로그램이다.

## 역대 MC 및 도우미(패널)
SBS-TV
- 1기: 박찬민, 이미진 2002년~2006년
- 2기: 박찬민, 이하은 2006년~2007년
- 3기: 박찬민, 유주현 2007년~2008년
- 4기: 박찬민, 김나영 2008년~2009년
- 5기: 박찬민, 윤진수 2009년
- 6기: 박찬민, 조수아 2010년
- 7기: 김환, 조수아 2010년
- 8기: 김환, 설초록 2011년~2015년
- 9기: 김환, 고예슬 2015년~2016년
- 10기: 김환, 고은빛 2016년
- 11기: 박찬민, 고은빛 2016년~2018년

MBC-TV
- 12기: 서경석, 임현주 2018년~2019년
- 13기: 서경석, 김초롱 2019년~2020년
- 14기: 서경석, 박연경 2020년~2023년
- 15기: 서경석, 이영은 2024년 ~ 현재

## 로또 6/45 역사

### 로또 6/45의 특징
- 《로또 6/45》는 2002년 12월 7일부터 나눔로또에서 판매하는 복권으로, 당시 나눔로또 6/45라는 명칭으로 판매되기 시작했으며, 2018년 12월 8일부터 나눔로또가 아닌 동행복권에서 판매하게 되면서 현재의 명칭으로 변경되었다.
- 줄여서 '로또복권' 또는 '로또'등으로 불리는 경우가 많으며, 45개의 숫자 중 6를 고르고, 토요일 생방송 추첨 결과와 일치하는 숫자의 개수에 따라 당첨금을 지급하는 방식이며, 숫자의 순서는 아무런 관련이 없다.
- 2018년 12월부터 복권 판매사가 나눔로또에서 동행복권으로 복권수탁사업자가 변경되었으며, 836회를 기하여 로또 추첨 주관방송사 역시 SBS에서 MBC로 전환되었다.

### 로또 6/45 방송 특징
- 2002년 12월 7일~2018년 12월 1일: SBS TV에서 생방송 브라보 나눔로또라는 명칭으로 추첨방송을 진행했다.
- 2018년 12월 8일~: 사명 변경 및 주관 방송사 변경에 따라 MBC TV에서 생방송 행복드림 로또 6/45라는 명칭으로 추첨방송을 진행하고 있다. 이전과 달리 황금손을 뽑아서 추첨하고 있다.[1]
- 추첨 시 추첨 과정에서 일어날 수 있는 조작 행위 등을 방지하기 위해 경찰이 공개 추점 스튜디오 녹화장을 CCTV를 통해 감시 및 통제한다.

## 로또 6/45 구입 및 당첨 여부 판정 방법
무엇보다 나눔로또는 한국 로또의 2기, 3기 사업자로 2002년 당시 로또사업은 KLS(Korea lottery service)가 5년간 진행한 바 있다. 즉 2002년부터 판매된 것은 나눔로또가 직권으로 수행한 것이 아니었다. 나눔은 2007년 유진기업이 대주주로 하여 결성된 나눔컨소시엄에서 로또를 판매하기 시작하면서 나눔로또가 직권으로 운영하기 시작하였다.

### 구입 방법
나눔로또 6/45 복권을 구매하기 위해서는 숫자를 검은색 컴퓨터용 수성싸인펜으로 마킹하여야 한다. 자동선택에 마킹을 하면 해당 게임의 번호들은 단말기에 의해 무작위로 선택된다. 그리고 1~5개의 숫자를 마킹 후 자동선택에 마킹하면 나머지 숫자들 중에서 남아있는 만큼 무작위로 선택된다. 취소에 마킹을 하면 해당 게임은 하나 이상의 숫자에 마킹을 했어도 무효로 처리된다.
만약 모든 게임을 자동선택으로 구입하기를 원한다면 판매자에게 "자동 주세요"라고 하면 된다.
이 때 주의할 것은, 로또6/45 초창기의 국민은행용 슬립은 2007년에 새로 바뀐 나눔로또용 슬립과 전혀 호환되지 않아 현재는 사용이 불가능하다.

### 가격
2004년 8월 당시 로또게임 가격을 1매당 2000원에서 1000원으로 인하했고 당시 이월횟수도 2회로 제한하였다.

### 당첨 여부 판정 방법
매주 토요일 8시에 판매마감하고 8시 35분 전후로 해당 회차의 7개 번호(당첨번호 6개 + 2등 보너스 번호a 1개)가 추첨된다. 해당 추첨은 SBS TV(2018년 12월 8일 방송분부터 MBC TV로 변경됨)를 통해 스튜디오에서 생방송으로 진행되며, 아래 표를 기준으로 당첨여부를 판정한다. 하지만 스마트폰으로 복권의 QR코드를 찍으면 더욱 쉽게 당첨여부를 확인할 수 있다.
| 등위 | 일치개수 | 보너스 | 1게임당 당첨금b | 확률        | 조합수  |
| ---- | -------- | ------ | --------------- | ----------- | ------- |
| 1등  | 6개      | －     | S * 0.75 / C₁   | 1/8,145,060 | 1       |
| 2등  | 5개      | 일치   | S * 0.125 / C₂  | 1/1,357,510 | 6       |
| 3등  | 5개      | 불일치 | S * 0.125 / C₃  | 1/35,724    | 228     |
| 4등  | 4개      | －     | 50,000원        | 1/733       | 11,109  |
| 5등  | 3개      | －     | 5,000원         | 1/45        | 182,774 |

- S = 총당첨금(4등 및 5등 당첨금액 합계 제외), Cn = n등 총 당첨자 수b
- a: 보너스 번호는 일치개수에 포함되지 않고, 2등과 3등을 구분하기 위한 용도로만 이용된다.
- b: 위에서 1인이라 함은 복권을 구입한 사람의 숫자가 아닌 해당 게임의 수를 의미한다. 예를 들어, 2등에 당첨된 사람이 20명이고 그중 한 사람이 2등에 당첨된 복권을 두 장 구입했다면 2인으로 계산되어 2등 당첨자 수는 21게임으로 된다.

과거 4등 당첨금이 과세 기준액인 5만원 내외로 되어 4등 당첨자의 당첨금이 5만 1천원(과세 기준액 5만원 + 복권 구입 비용 1천원)을 조금 넘기게 될 경우 당첨금이 5만 1천원이 조금 못 되는 4등 당첨자보다 실수령액이 낮은 과세 역전 현상이 발생하는데다가 당첨금이 소액임에도 불구하고 농협은행 지점에서 당첨금을 수령해야 하는 번거로움이 발생하자 4등 당첨금을 세금 없이 5만원으로 고정하고 5등과 같이 나눔로또 6/45를 판매하는 전국의 모든 복권 판매점에서 당첨금을 수령할 수 있도록 변경될 예정이 있었고, 결국 401회차부터 4등 당첨금이 5만원으로 고정되고 전국의 나눔로또 6/45 판매점에서도 당첨금을 수령할 수 있게 되었다. 당첨금이 3억원 이하이면 22%(소득세 20%, 주민세 2%)를 세금으로 납부하지만, 3억원을 초과하면 33%(소득세 30%, 주민세 3%)를 세금으로 내야한다.
당첨금 지급기한은 은행 영업일 기준으로 1년이다. 이것은 토요일 추첨했으나 은행 영업일이 다음주 월요일(월요일이 공휴일,연휴인 경우 해당 주의 첫 영업일을 기준으로 한다)이므로 다음주 월요일부터 1년으로 설정한다는 방침이다. 만일 마감일이 토/일/공휴일일 경우에는 그 다음 은행 영업일을 지급기한 마감일로 간주한다. 지급기한까지 찾아가지 않은 당첨금은 복권기금으로 전면 귀속된다.
당해 복권 구입 가능시간은 매주 토요일 20시까지이며, 대한민국에서는 성인(만 19세 이상)만 복권 구입이 가능한 실정이기 때문에 만 19세 미만 청소년의 복권 구매는 불가능하다. 구매 가능 범위는 1인당 10만원 이하이다.
2018년 12월 8일 836회를 시작으로 복권의 추첨 관련 주관방송사가 SBS에서 MBC로 변경되었고, 이 당시부터 복권수탁사업자가 나눔로또에서 동행복권으로 대체되었다.

## 각종 기록

### 로또 1등 당첨자의 특징
- 표본을 조사하면 '85m2 이하 아파트를 소유한 고졸의 기혼 40대 생산직'[5]
- 1등 당첨자의 43%는 '1주일간 즐거운 상상을 하며 재미있게 보낼 수 있어서' 복권을 구입했다고 대답[5]
  - 거액의 당첨금을 기대하고 21%[5]
  - 좋은 꿈을 꿔서 복권을 샀다 17%[5]
- 당첨금 사용 계획은 주택·부동산 구입(29%), 예금·주식 투자 등 재테크(23%), 대출금 상환(20%)[5]
- 당첨자가 기혼인 경우 42%가 ‘배우자에게 알린다’고 응답, ‘아무에게도 안 알린다’는 답은 30%[5]
- 꿈을 꿔서 산 응답자들 중
  - 조상 꿈이 39%[6]
  - 재물 관련 꿈 12%[6]
  - 돼지 등 행운의 동물이 등장하는 꿈 10%[6]
  - 물 또는 불이 나오는 꿈 8%[6]
  - 숫자 꿈 8%[6]
- 1등 당첨자의 61%는 당첨복권의 6개 번호를 자동으로 선택[6]
- 38%는 꿈에서 본 숫자나 가족의 생일 등을 조합한 숫자로 직접 선택[6]

## 판매 수입의 배분
1000원짜리 로또 한 게임을 기준으로 500원은 당첨금으로 사용되고 복권기금에 420원, 판매점 수수료로 55원, 사업운영 수수료에 20원, 추첨방송.복권유통에 5원이 배분된다. 복권기금은 다시 법정배분사업에 35%, 공익사업에 65%가 배분되며 공익사업은 서민주거안정 지원, 소외계층복지 지원, 보훈복지 지원, 문화예술진흥, 재해재난 지원 등으로 구분돼 있다.

## 조작 의혹
로또복권 추첨 과정에서 조작이 있다는 의혹은 꾸준히 제기되어 왔다. 의혹은 크게 두 가지로 나뉜다. 첫 번째 의혹은 로또당첨번호를 조작한다는 것이다. 공의 무게나 재질을 다르게 하여 특정 번호가 높게 나오게 하여 번호를 의도대로 나오게 한다는 것이다. 또 하나의 의혹은 유령당첨자를 설정하여 1인당 당첨 금액을 적게 한 후 나머지 금액을 빼돌린다는 의혹이다. 1등 당첨 확률이 800만분의 1에 불과한데도 불구하고 매주 1등 당첨자수가 10여명씩 나오는 것도 이러한 의혹의 근거가 되었다. 이는 여러 가지 언론들에 의해 취재가 되었으나 확실한 증거가 밝혀진 바는 없다. 이러한 조작 논란을 잠재우기 위해 추첨자리에 방청객들을 입회하고, 로또 추첨을 생방송으로 하고있다. 이러한 의혹이 일자 감사원이 조사에 착수하기도 하였으나 조작 근거는 발견되지 않았다. 로또추첨(8시 45분) 이후에 복권이 팔렸다는 의혹에 대해서도 나눔로또측은 "보정시스템과 감사시스템 등 데이터 처리시점이 다른 두개의 시스템으로 운영되는 복권 시스템에 대한 오해에서 생긴 일"이라고 밝혔다. 또한 매주 당첨시마다 당첨자수가 크게 달라지는 것도 사람이 찍을경우 특정 번호에 몰리는 현상때문이라는 해명이다.

## 복권사업 통합 전의 한국연합복권
한국연합복권주식회사(韓國聯合福券株式會社)는 기획재정부 복권위원회가 지정한 인쇄복권과 전자복권의 수탁사업자이다. 한국보훈복지의료공단 등 8개 공공기관 및 단체가 출자하여 설립되었다.

### 통합 전 발행 한 복권 종류
통합전에는 전자복권과 인쇄복권을 발행하였다.

### 한국연합복권의 연혁
- 2004.04.01 복권위원회 설립
- 2008.12.28 (주)한국연합복권 설립합의 및 인쇄/전자복권사업 수탁사업자 공동합의서
- 2009.03.23 (주)한국연합복권 법인 설립 (본사: 경기도 과천시 별양동)
- 2009.03.31 복권위원회와 인쇄/전자복권사업 위수탁계약 체결
- 2009.12.10 전자복권 신 발매시스템 구축 및 전자복권발행과 판매시스템 분리
- 2010.01.02 전자복권 판매 시행
- 2011.07.11 연금복권520 발행 시작
- 2013.11.30 한국연합복권 관할 인쇄복권 및 전자복권 발행 및 판매 종료 및 종료한 복권사업 전부를 신 통합복권사업자인 기존에는 로또6/45의 수탁사업자인 나눔로또로 이관
- 2013.12.02 한국연합복권에게 인수받은 인쇄복권과 전자복권을 통합복권수탁사업자인 나눔로또가 통합복권사업으로써 00시부로 판매개시

### 한국연합복권의 주주기관
- 과학기술인공제회
- 국민체육진흥공단
- 근로복지공단
- 사회복지공동모금회
- 제주특별자치도
- 중소기업진흥공단
- 한국보훈복지의료공단
- 한국지방재정공제회

### 한국연합복권의 대표이사
복권판매 종료전까지 대표이사는 대표이사 강원순이다.

## 한국의 복권사업 통합사업자 나눔로또
- 로또 6/45 , 전자복권(7종) , 인쇄식복권(연금복권,스피또) 복권 발행 및 판매를 2013년 12월 2일부로 나눔로또가 모두 통합복권사업을 하게 됨으로써 전자복권 및 인쇄복권을 운영사였던 한국연합복권에게 복권사업 일체를 모두 인수인계를 받아 국내의 모든 복권을 나눔로또에서만 발행 및 판매 하게 된다. 이로써 한국연합복권의 경우 나눔로또로 복권사업 일체를 인계 하고, 2013년 11월 30일부로 복권 발행 및 판매업무를 종료하게 된다. 이로써 2기 복권 컨소시엄은 종료된다.

- 다만 복권사업이 통합이 되었어도 나눔로또 6/45 및 인쇄식복권은 기존과 동일한 방식으로 구입이 가능하며, 전자복권 7종(트리플럭, 더블잭마이더스, 트랜져헌터, 캐치미, 파워볼, 스피드키노, 연금복권)은 기존 전자복권 2기 사업자였던 한국연합복권의 위탁판매사였던 엔젤로또, 오마이로또, 다우로또(로또) 세곳에서 위탁판매되었으나 해당 위탁판매사와 한국연합복권의 경우 공식적으로 2013년 11월 30일 18시부로 전자복권 판매가 종료되고, 나눔로또의 통합 복권포털인 새로운 공식사이트 한곳으로 통합이되어 2013년 12월 2일 00시부로 나눔로또에서 판매가 가능하게 됐다. 이와 동시에 통합 복권 컨소시엄 사업이 시작되었다.[12]

- 현재 로또 6/45 , 전자복권, 연금복권520을 포함한 인쇄복권을 통합으로 관할하는 동행복권의 사업자의 대표이사는 현직 대표 조형섭이다.

### 역대 로또 6/45 사업자
- 1차. 국민은행 컨소시엄(2002. 12. 2.~2007. 12. 1.)
- 2차. 나눔로또 컨소시엄(유진그룹, 농협[13] 등/2007. 12. 2.~2013. 12. 1.)
- 3차. 나눔로또 컨소시엄(나눔로또, 한국연합복권의 두 컨소시엄 중 통합복권운영권을 갖게되는 3차 컨소시엄 복권통합 사업자로 나눔로또로 선정/2013. 12. 2.~2018. 12. 1.)
- 4차 동행복권(2018. 12. 2.~)

### 역대 전자복권 사업자
- 1차. 국민은행 컨소시엄(대표)
- 2차. 한국연합복권(위탁판매사: SG&G(오마이로또), 다우기술(로또), 엔젤로또 총 3사, 발행/추첨사:한국연합복권)
- 3차. 나눔로또 (2013. 12. 2.~2018. 12. 1.)
- 4차. 동행복권 (2018. 12. 2.~, 제주반도체,에스넷시스템,케이뱅크,MBC나눔,KIS정보통신,한국전자금융)

### 역대 인쇄복권 사업자
- 1차. 국민은행(한국주택은행 및 구 국민은행 시절 포함) 및 정부판매
- 2차. 한국연합복권
- 3차. 나눔로또(2013. 12. 2.~2018. 12. 1.)
- 4차. 동행복권(2018. 12. 2.~)

### 역대 통합복권 사업자
- 1차. 나눔로또 컨소시엄(2007. 12. 2.~2018. 12. 1.)
- 2차. 동행복권(2018. 12. 2.~)

#### 통합 전 나눔로또에서 발행한 복권
2013년 12월 복권사업 통합 이전 나눔로또의 경우 2007년 12월 로또6/45의 수탁사업자인 국민은행으로부터 인수받은 로또6/45만 단독으로 발행해왔다.

#### 대표이사
- 제1대 통합복권사업자 나눔로또 대표이사: 양원돈
- 제2대 나눔로또 대표이사: 박중헌
- 동행복권 대표이사: 조형섭

## 같이 보기

### 일반 주제
- 복권 명당
- 복권
- 기획재정부
- 복권위원회
- 전자복권

### 관련 방송
- SBS
- MBC
- 연금복권520
- 연금복권720+